# Käthe Kollwitzpriset

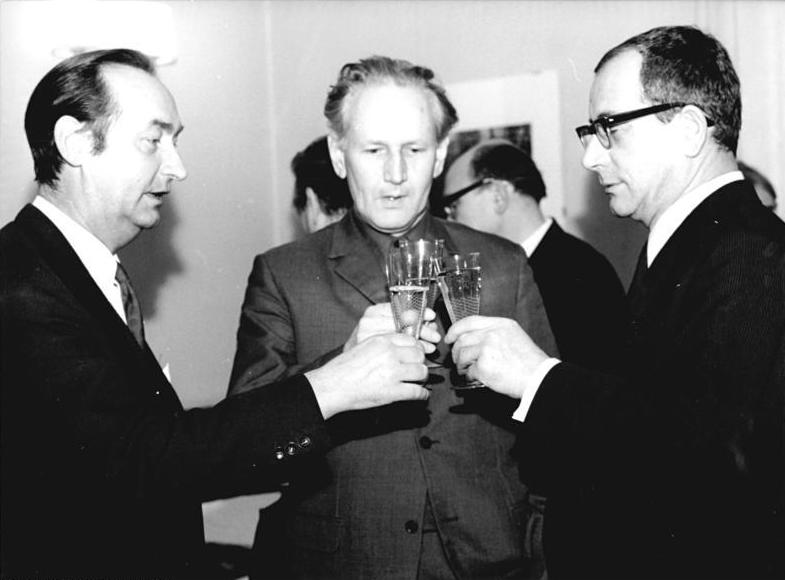
Utdelning av priset 1968 till Willi Sitte (till höger). Till vänster Werner Klemke och i mitten Kurt Schwaen

Käthe Kollwitzpriset är ett tyskt pris för bildkonstnärer, som uppkallats efter Käthe Kollwitz.
Priset instiftades 1960 av dåvarande Akademie der Künste der Deutschen Demokratischen Republik i Östtyskland och delas ut årligen av Akademie der Künste i Berlin för ett verk eller för en sammantagen produktion. Priset är knutet till att hålla en utställning i akademibyggnaden. Prissumman har sedan 1992 legat i storleksordningen 12.000 euro och medfinansieras av Kreissparkasse Köln, som äger och driver Käthe Kollwitzmuseet i Köln.

## Pristagare
- 2021 Maria Eichhorn, konceptkonstnär
- 2020 Timm Ulrichs, bildkonstnär
- 2019 Hito Steyerl, filmmakare och författare
- 2018 Adrian Piper, konceptkonstnär
- 2017 Katharina Sieverding, fotograf[1]
- 2016 Edmund Kuppel, foto- och filmkonstnär
- 2015 Bernard Frize
- 2014 Corinne Wasmuht, målare[2]
- 2013 Eran Schaerf, konstnär, författare, film- och hörspelsmakare
- 2012 Douglas Gordon, konstnär[3]
- 2011 Janet Cardiff, installationskonstnär och filmare, tillsammans med George Bures Miller[4]
- 2010 Mona Hatoum, konstnär
- 2009 Ulrike Grossarth, dansare, målare och konceptkonstnär
- 2008 Gustav Kluge, målare
- 2007 Hede Bühl, skulptör
- 2006 Thomas Eller, konstnär, kurator och författare
- 2005 Lutz Dammbeck, målare, grafiker och filmare
- 2004 Peter Weibel, konstnär, kurator, konstvetare
- 2003 Horst Münch, målare, skulptör, fotograf och författare
- 2002 Renate Anger
- 2001 Jürgen Schön, skulptör
- 2000 Svetlana Kopystiansky, konstnär
- 1999 Mark Lammert, målare, tecknare, grafiker och teaterlärare
- 1998 Miriam Cahn, konstnär
- 1997 Astrid Klein, målare, grafiker och fotokonstnär
- 1996 Martin Kippenberger, målare, installationskopnstnär, performancekonstnär, skulptör och fotograf
- 1995 Micha Ullman, konstnär
- 1994 Karla Woisnitza, målare och grafiker
- 1993 Martin Assig, målare
- 1992 Lothar Böhme, målare
- 1991 Manfred Butzmann, grafiker
- 1990 Konrad Knebel, målare och grafiker
- 1989 Claus Weidensdorfer, målare och grafiker
- 1988 Christa Sammler, skulptör
- 1987 Max Uhlig, målare
- 1986 Gerhard Goßmann, grafiker och illustratör
- 1985 Joachim John, målare, grafiker och författare
- 1984 Manfred Böttcher, målare och grafiker
- 1983 Sabina Grzimek, skulptör
- 1982 Hans Vent, målare och grafiker
- 1981 Elisabeth Shaw, grafiker och barnboksförfattare
- 1980 Werner Tübke, målare och grafiker
- 1979 Wilfried Fitzenreiter, skulptör och medaljskulptör
- 1978 Dieter Goltzsche, målare, tecknare och grafiker
- 1977 Horst Zickelbein, målare och grafiker
- 1976 Harald Metzkes, målare
- 1975 Werner Stötzer, skulptör och tecknare
- 1974 Wieland Förster, skulptör, tecknare, målare och författare
- 1973 René Graetz, skulptör, grafiker och målare
- 1972 Herbert Sandberg, grafiker och karikatyrtecknare
- 1971 Curt Querner, målare
- 1970 Gerhard Kettner, grafiker
- 1969 Theo Balden, skulptör och grafiker
- 1968 Willi Sitte, målare och grafiker
- 1967 Otto Nagel, målare
- 1966 Fritz Dähn, målare
- 1965 Fritz Duda, målare och grafiker
- 1964 Herbert Tucholski, konstmålare, grafiker och skribent
- 1962 Sella Hasse, målare och grafiker
- 1961 Arno Mohr, målare och grafiker
- 1960 Karl Erich Müller, målare och grafiker